# Difallia
La difallia, o diphallasparatus, è una malattia congenita estremamente rara in cui una persona nasce con due peni. Il primo caso riportato fu quello segnalato da Johannes Jacob Wecker nel 1609. La frequenza è di 1 su 5,5 milioni di ragazzi negli Stati Uniti.
Quando è presente, la difallia è solitamente accompagnata da anomalie renali, vertebrali, intestinali posteriori, anorettali o da altre anomalie congenite. C'è anche un rischio più elevato di spina bifida. I neonati nati con la difallia e con le sue condizioni correlate hanno un tasso di mortalità più elevato per varie infezioni associate ai loro sistemi renali o colorettali più complessi.
Si pensa che la difallia si manifesti nel feto tra il 23º e il 25º giorno di gravidanza quando una lesione, stress chimico o geni omeobox malfunzionanti ostacolano il corretto funzionamento della massa cellulare caudale del mesoderma fetale mentre il seno urogenitale si separa dal tubercolo genitale e dal retto per formare il pene.
Il primo caso venne segnalato da Wecker a Bologna nel 1609, e da allora sono stati segnalati circa un centinaio di casi. Questa condizione esiste nell'uomo sin dai tempi antichi. I due genitali esterni possono variare in dimensione e forma, giacendo uno accanto all'altro su un piano sagittale o uno sopra l'altro su un piano frontale.
Secondo la classificazione Schneider del 1928, il doppio pene è classificabile in tre gruppi: (a) difallia del glande, (b) difallia bifida e (c) difallia completa o doppio pene. Secondo Vilanora e Raventos, nel 1954, viene aggiunto un quarto gruppo chiamato pseudodifallia.
L'attuale classificazione ampiamente accettata, introdotta da Aleem nel 1972, classifica il doppio pene in due gruppi: vera difallia e fallo bifido. La prima è causata dalla scissione del tubercolo pubico; il secondo dalla separazione del tubercolo pubico. Ciascuno di questi due gruppi è ulteriormente suddiviso in parziale o completo. La vera difallia vi è dove ogni fallo ha due corpi cavernosi e un singolo corpo spugnoso contenente un'uretra. La vera difallia può essere completa con entrambi i peni di dimensioni simili o parziale quando uno è di dimensioni più piccole o immaturo, sebbene strutturalmente uguale al fallo più grande. Nel fallo bifido, ogni fallo ha un solo corpo cavernoso e un corpo spugnoso contenente un'uretra. La separazione dei peni fino alla base del fusto del pene è bifida completa, mentre quella del glande è bifida parziale.  Per il fallo bifido completo associato ad anomalie, l'uretra anteriore è assente da ciascun pene e l'uretra prostatica è situata nella pelle tra i due peni. Nel fallo bifido parziale, la duplicazione dell'uretra, dei corpi cavernosi e del corpo spugnoso in un pene è incompleta, e c'è solo un corpo cavernoso e uno spugnoso che circondano l'uretra funzionante nell'altro pene.
Nel 2020 in Iraq si è verificato il primo caso certificato di essere umano nato con tre peni (trifallia).